# Convolvulus divaricatus
Convolvulus divaricatus är en vindeväxtart som beskrevs av Eduard August von Regel och Schmalh.. Convolvulus divaricatus ingår i släktet vindor, och familjen vindeväxter. Inga underarter finns listade i Catalogue of Life.